# Qaqortoq
Qaqortoq (o Julianehåb) è la più grande città del sud della Groenlandia (3248 abitanti nel 2014), e appartiene al comune di Kujalleq. Il suo nome significa la bianca, anche se d'estate qui sbocciano innumerevoli fiori selvatici di ogni colore. Si trova a 450 km in linea d'aria da Nuuk (anche se il percorso via terra è molto maggiore); si può raggiungere con traghetti e voli giornalieri, ma anche con il trekking da alcune cittadine limitrofe.
Fu fondata dal norvegese Anders Olsen nel 1775; in questa città vengono prodotti i mantelli di pelle di foca. Qaqortoq, dato il clima relativamente tiepido, vanta l'unica fontana della Groenlandia, alla cui base vengono scritti i nomi dei cittadini vivi e morti in lettere d'ottone; vi si trova un museo sulla storia e la cultura del luogo, ed anche un'enorme scultura di roccia, Stone and Man di Aka Høegh. Ma Qaqortoq è soprattutto il punto di partenza di escursionisti che si dirigono verso vicine attrazioni turistiche: il lago Tasersuaq, il Cairn di Peter e la principale, Hvalsey, un antico insediamento scandinavo di cui sono rimaste solo rovine: qui, secondo gli annali islandesi (dove è chiamata Flateyjarbók) nel XV secolo vi furono molti roghi di streghe.
Qaqortoq fu anche a capo di un comune, il comune di Qaqortoq. Esso fu istituito il 18 novembre 1950 e cessò di esistere il 1º gennaio 2009 dopo la riforma che rivoluzionò il sistema di suddivisione interna della Groenlandia; il comune di Qaqortoq si unì ad altri 2 e formò l'attuale comune di Kujalleq.
Nel territorio del comune sono presenti i colli Iliverleq e Musartuut Qaava, e Il monte Quassussuaq (groenlandese: Quassussuaq Killeq) di 680 m.
A Qaqortoq è presente una squadra di calcio, Kissaviarsuk 1933, storicamente la prima del paese e che milita nel campionato groenlandese e ne ha vinte 4 edizioni: 1987, 1991, 1998 e 2003.

## Trasporti

### Aereo
Qaqortoq è dotata di un eliporto che opera tutto l'anno, collegando la città all'aeroporto di Narsarsuaq (a circa 60 km di distanza) e, indirettamente, al resto della Groenlandia e all'Europa.

### Collegamenti terrestri
Come il resto delle località abitate della Groenlandia, Qaqortoq non è collegata ad altri centri tramite strade. Sentieri escursionistici ben battuti si estendono a nord e a ovest della città, ma per qualsiasi spostamento motorizzato sono necessari veicoli fuoristrada. Durante l'inverno le motoslitte sono il principale mezzo di trasporto. Poche destinazioni sono raggiungibili via terra poiché nessun altro insediamento sviluppato si trova sulla penisola di Qaqortoq. Non a caso, le imbarcazioni rappresentano da sempre il principale mezzo di trasporto in Groenlandia.

### Collegamenti marittimi
Qaqortoq è una delle tappe del traghetto Arctic Umiaq. L'autorità portuale della città è la Royal Arctic Line, che ha sede a Nuuk. Il porto è dotato di un canale profondo 15 metri e può ospitare navi fino a 150 metri di lunghezza. Sono disponibili servizi di pilotaggio su richiesta, ma non sono presenti rimorchiatori.
Il porto di Qaqortoq è situato vicino all'estremità meridionale della Groenlandia ed è una destinazione importante per le crociere nel Nord Atlantico, con 30-40 scali a stagione. Spesso, grandi navi da crociera vi fanno tappa a fine estate o inizio autunno in occasione degli spostamenti dall'Europa settentrionale ai Caraibi.